# 董訢
董訢（?—?），中国新朝末年东汉初期政治人物。荊州南陽郡葉县方城附近堵乡人。
新末後漢初群雄之一，出身階層初期经历等不詳。建武2年（26年）、董訢在南陽郡宛县反漢，捉住了南陽太守劉驎。揚化将军坚镡、右将軍萬脩攻破宛城，董訢败逃堵乡。漢大司馬吴漢在进军途中抢奪南陽郡新野，破虜将軍邓奉在南陽郡育陽（淯陽）叛汉，撃破吴漢。董訢和邓奉同盟，南北挟撃堅鐔。万脩因病去世，堅鐔独守宛城。
同年十一月，光武帝廷尉岑彭任命为征南大将軍，率将軍8人攻撃董訢。邓奉救援董訢，岑彭以下漢将历经苦战。建武三年（27年）三月，光武帝親征。董訢派遣別队阻击，岑彭在葉县撃破別队。光武帝到達堵陽、邓奉逃到淯陽，董訢降伏汉。